# 草木ダム
草木ダム（くさきダム）は、群馬県みどり市東町座間、一級河川・利根川水系渡良瀬川の本川上流部に建設されたダムである。旧名は神戸ダム（ごうどダム）。
独立行政法人水資源機構が管理する多目的ダムで、東京都を始めとする首都圏への利水と渡良瀬川・利根川の治水を目的とした利根川上流ダム群の一つである。高さ140.0 mの重力式コンクリートダムであり、利根川水系では川治ダム（鬼怒川）と並んで奈良俣ダム（楢俣川）の158.0 mに次いで高い。ダムによって形成された人造湖は草木湖（くさきこ）と命名され、2005年（平成17年）に当時の東村の推薦で財団法人ダム水源地環境整備センターの選定するダム湖百選に選ばれている。なお、同名のダムが兵庫県宍粟市の揖保川水系草木川にも建設されている。

## 沿革

### 肥沃な穀倉地帯
渡良瀬川流域は古くから穀倉地帯として、鎌倉時代以後は右岸を新田氏、左岸を足利氏が領有して後に雄飛。江戸時代には館林藩を始め多くの藩がこの地を領有して新田開発を盛んに行った。また、明治時代以降は桐生市を中心に絹織物業が発達する一方で源流部での足尾では古河市兵衛により足尾銅山が大拡張され、流域人口は年々増加していった。

### 洪水や鉱毒の被害拡大
だが渡良瀬川は古くから氾濫を繰り返して流域に多大な被害を与えた。さらに足尾銅山から流出する鉱毒は沿岸農地へ深刻なダメージを与え、洪水による伝播もあって農地への鉱毒被害は更に拡大（足尾鉱毒事件）。渡良瀬川以外の水源に乏しいこともあって水争いも広がった。明治政府はこれを解決すべく田中正造などの反対を意に介さず1905年（明治38年）に当時の谷中村を強制廃村させて渡良瀬遊水地を建設。これにより洪水調節と鉱毒防止を図ろうとした。だがそれ以降も洪水は流域を襲い、特に1947年（昭和22年）のカスリーン台風においては桐生市を中心に甚大な被害が発生した。こうしたことから利根川水系の根本的治水計画が再検討されることとなった。

### 多目的ダムの建設
経済安定本部は諮問機関である治水調査会の議を経て1949年（昭和24年）、「利根川改訂改修計画」を策定し多目的ダムによる洪水調節を利根川水系でも図ることとした。これに基づき利根川水系に九箇所のダムが計画され、藤原ダム（利根川）・相俣ダム（赤谷川）・薗原ダム（片品川）などが完成した。さらに1951年（昭和26年）には国土総合開発法の制定に伴い利根川流域は首都圏の発展に資するという目的で「利根特定地域総合開発計画」地域に指定され、かんがいや上水道、工業用水道確保を図るための更なる河川整備が計画された。この際に矢木沢ダム（利根川）・下久保ダム（神流川）などと共に計画されたのが神戸ダムで、1958年（昭和33年）より建設省関東地方建設局（現・国土交通省関東地方整備局）の手で予備調査に入った。
この間人口が爆発的に増大した首都圏の逼迫した水需要解消が急務となり、1962年（昭和37年）に「水資源開発促進法」が制定され、水資源開発公団（現・水資源機構）が発足。首都圏への効率的かつ確実な水供給を図るために「利根川水系水資源開発基本計画（後に荒川水系が加わる）」（通称フルプラン）が策定された。建設省は計画されていた矢木沢ダム（利根川）と下久保ダム（神流川）を公団に移管したが、その後1965年（昭和40年）6月29日にフルプランを一部変更し水供給の増強を図った。
この中で神戸ダムは支流思川の左支川・南摩川の南摩ダムなどと共に第二次フルプランの中心事業として位置付けられ、事業は公団へと移管された。そして翌1966年（昭和41年）9月に事業の実施方針が示されて具体的なダム建設のために地質・地形などを調べる実施計画調査に入った。

## 反対運動
1967年（昭和42年）より工事に着手したが、ダム建設によって東村神戸・沢入（そうり）地区などの住民230戸が水没対象となった。この地域は比較的開けた山村で足尾と桐生の中間点に位置し、交通の便も悪くなく居住者が多かった。このため住民の反対運動は激しく、漁業権補償と並んで容易に解決できない問題となった。このため一般補償交渉は難航し、当初1970年（昭和45年）完成を目標としていたが、同年7月9日に利根川水系におけるフルプランの全面変更を行い、1975年（昭和50年）度完成へと遅らせることとした。
難航していた補償交渉は1973年（昭和48年）には妥結し、本体工事に着手。同時に路線が水没する国鉄足尾線（現・わたらせ渓谷鐵道）の付け替え工事（草木トンネル建設など）を実施した。結局当初の計画より7年遅れること1977年（昭和52年）3月に完成し、運用を開始した。
なお、完成前に神戸ダムは草木ダムと名称が改められたが、これは地元住民の要望によるものである。こうしたケースは全国各地のダムでも見られる。

## 目的

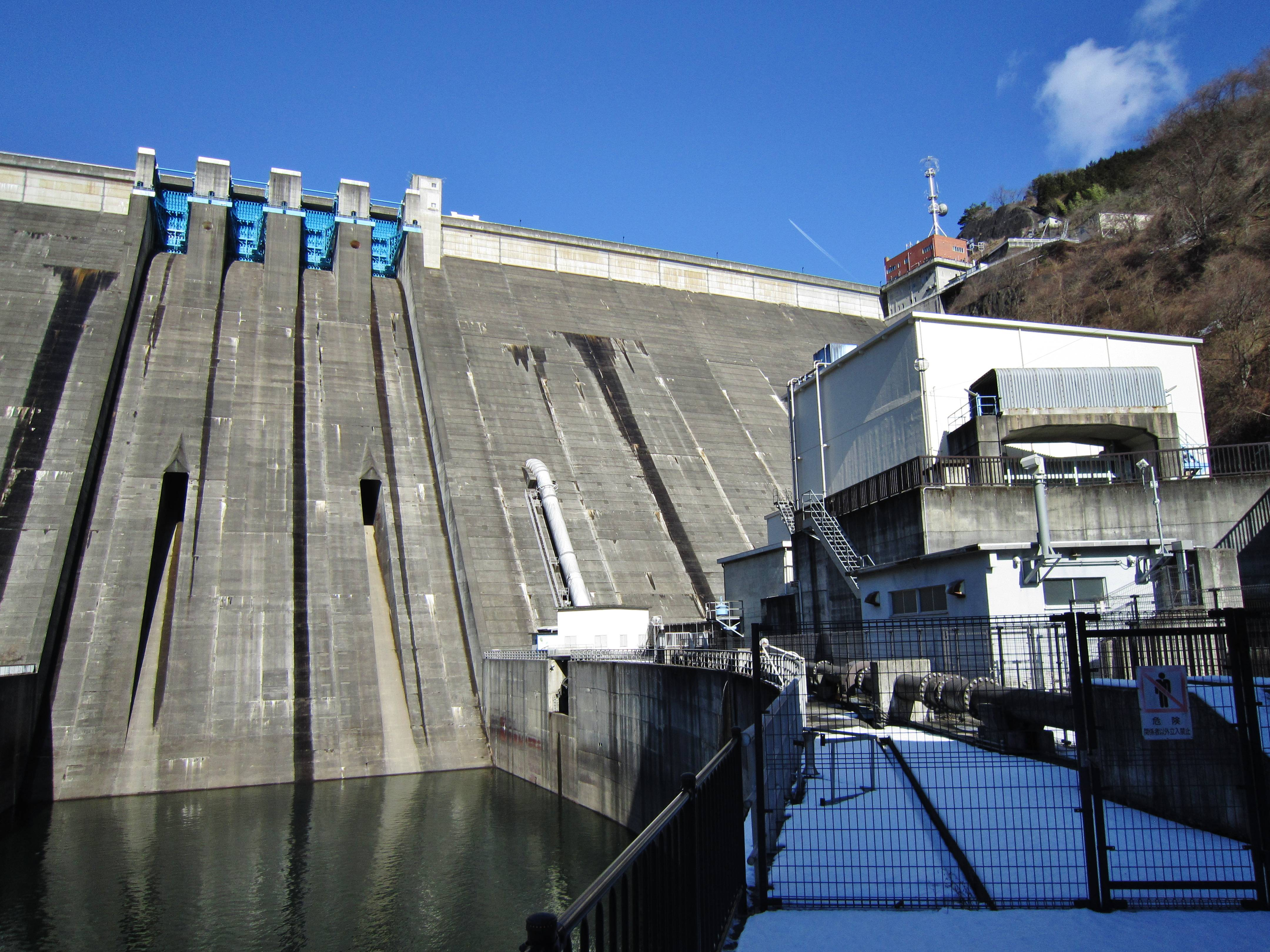
ダム直下にある東発電所

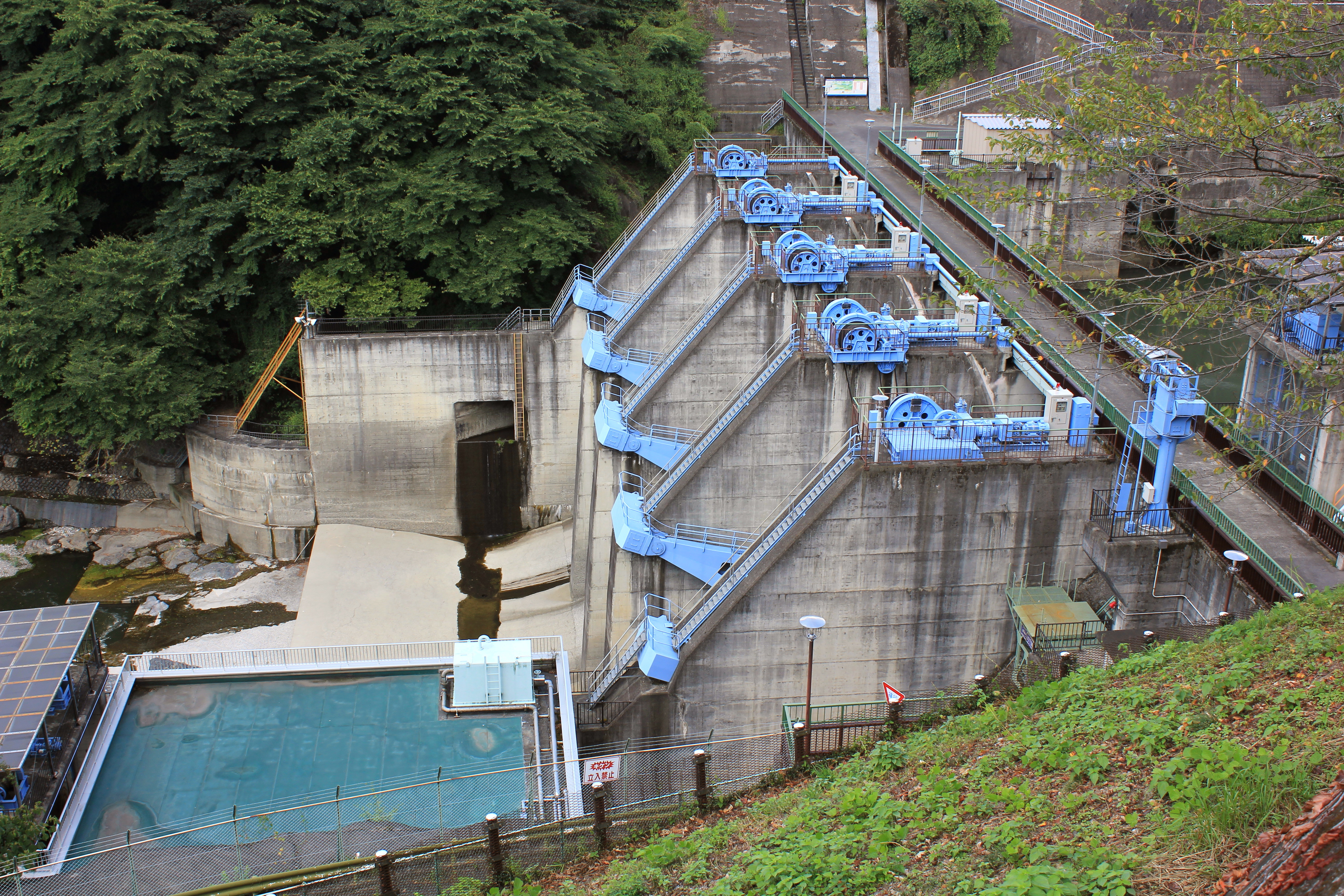
高津戸ダム
東発電所の水はここへ送られる

目的は洪水調節、不特定利水、かんがい、上水道・工業用水道供給、水力発電の六つであり、多目的ダムの中では用途が広い。なお、計画当時は足尾銅山が採掘を行っていたこともあって、足尾銅山鉱毒防止も目的としていた（足尾鉱毒事件の項を参照）といわれている。だが補償交渉の最中足尾銅山が閉山（1973年〈昭和48年〉）、以降鉱毒流出が極端に減少したこともあって鉱毒防止目的は除外されている。完成以後草木湖では厳重な水質調査が毎年行われているが、環境に影響を及ぼす数値は検出されていない。

### 治水
洪水調節はみどり市高津戸を基準点として、カスリーン台風時の洪水を想定した計画高水流量・毎秒4,300トンを毎秒3,500トンへと低減（毎秒800トンのカット）させる。ダム地点では毎秒640トンがカットされる。洪水を貯め込むため有効貯水容量の約40 %を治水容量に充てており、完成以後非常用洪水吐きを使った洪水調節は2001年（平成13年）9月の台風15号による洪水の一度だけ行われたのみであった（それ以外は2003年（平成15年）2月のゲート点検によるものと、2007年（平成19年）1月から3月にかけて東発電所改良工事に伴う利水供給のための代替放流（写真参照）と二度あった）。不特定利水については鉱毒事件以降用水確保に難渋していた渡良瀬川流域の既存農地9,000 haに対し、慣行水利権分の用水補給を平均で毎秒9.86トン、最大で農繁期に毎秒24.19トンを補給する。

### 利水
利水目的では、まずかんがいについては太田市薮塚本町地区・佐野市・邑楽郡板倉町・栃木市藤岡町赤麻などの新規開墾農地3,000 haに対し毎秒3.45トン、最大で農繁期に毎秒8.18トンを補給する。上水道については東京都と埼玉県及び桐生市と佐野市に毎秒7.04トン、工業用水道については東京都・群馬県・足利市に毎秒1.88トンを供給する。そして水力発電は群馬県企業局による公営発電事業として、ダム直下の東発電所で認可出力20,300 kWを発電。さらに下流にある小平発電所（認可出力：36,200 kW）や高津戸発電所（高津戸ダム・認可出力：5,300 kW）と連携した水力発電を行い、三発電所合計で最大61,000 kWの電力を産み出す。なお、東発電所より送水される水は、下流へのかんがい用水や上水道用水の分も含まれている。
草木ダムは完成以降、渡良瀬貯水池（谷中湖）と共に首都圏への重要な水がめとして機能している。渡良瀬川流域では桐生川に桐生川ダム（42.0 m。重力式）、松田川に松田川ダム（56.0 m。重力式）といった多目的ダムが建設されているほか、小規模なダムが数基建設されている。

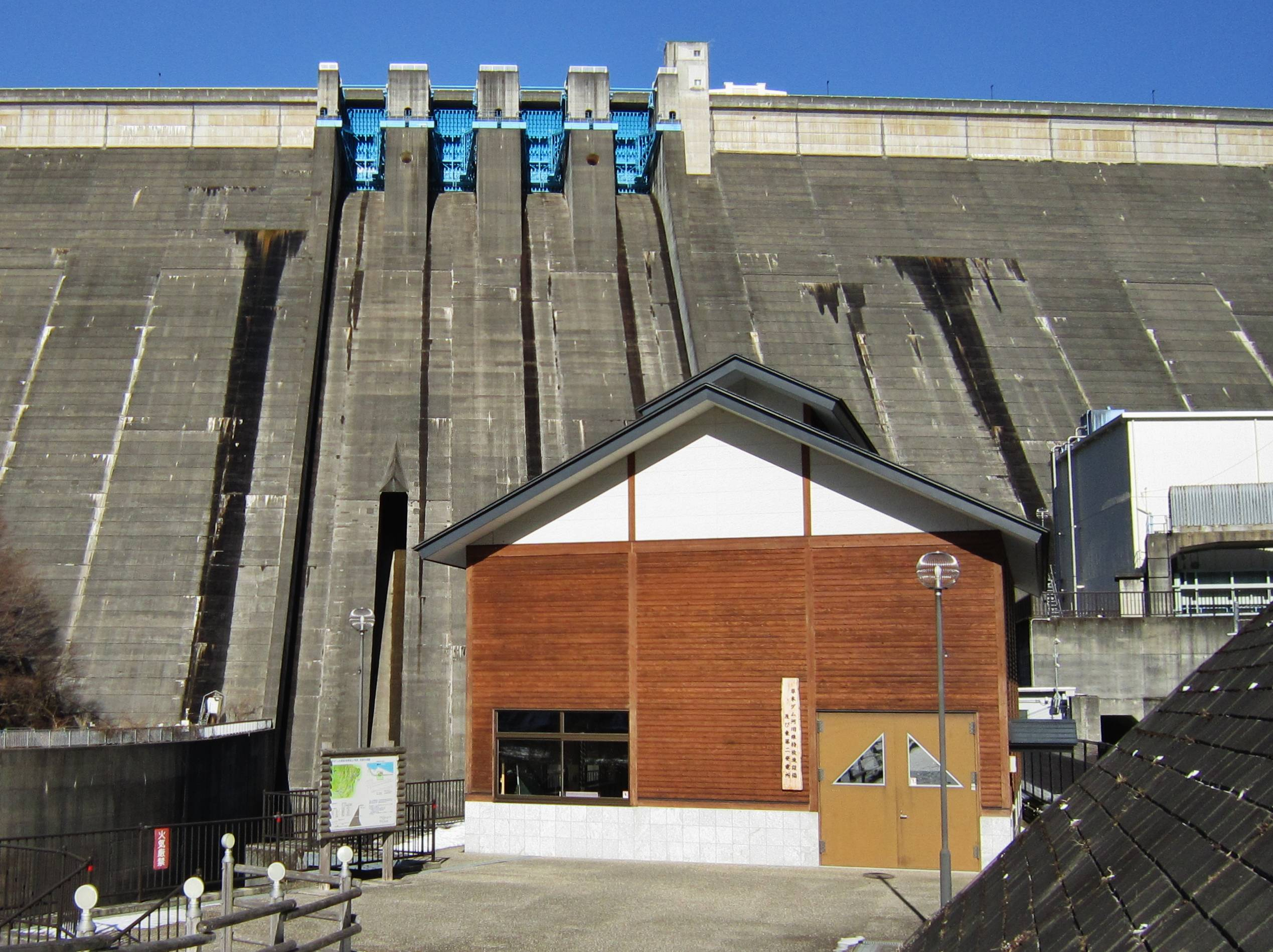
東第二発電所 草木ダムの河川維持放流で発電する
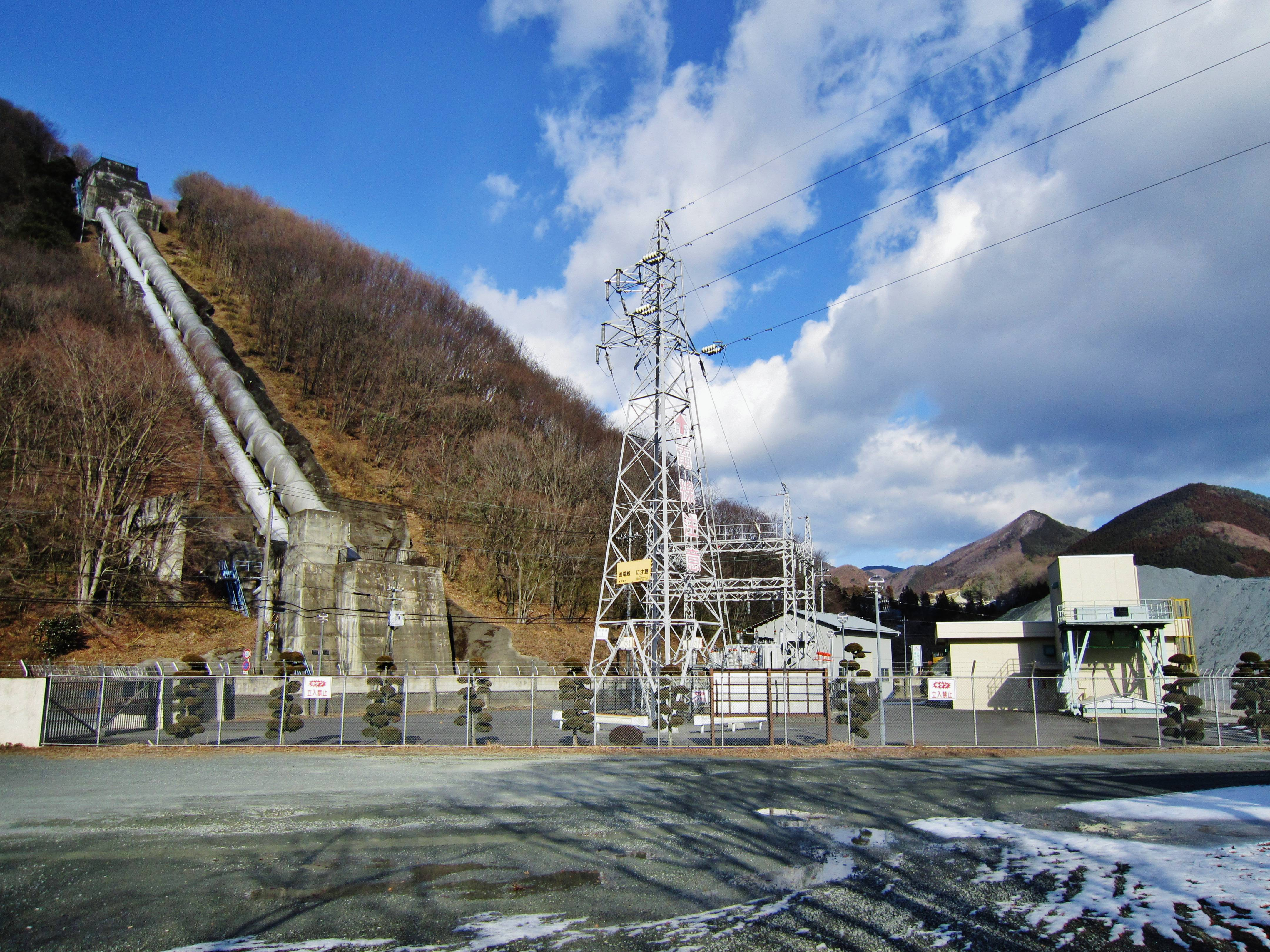
小平発電所 群馬県営水力発電所としては最大の出力

## 草木湖
ダム湖である草木湖は総貯水容量が約6千万トンと利根川水系でも屈指の規模を誇る人造湖である。湖上流部にはキャンプ場等が整備され、夏には草木湖上で花火大会も行われる。ダム右岸には国道122号が通過しており、右岸展望台駐車場はツーリングを楽しむライダーが休憩のために利用する光景がよく見られる。冬季には晴天時に冠雪した日光連山の風景を湖越しに見ることも出来る。ダム直下流にも足を運ぶことができる。ダム下流へは野球場傍の道路を入り、坂を下ると到着する。

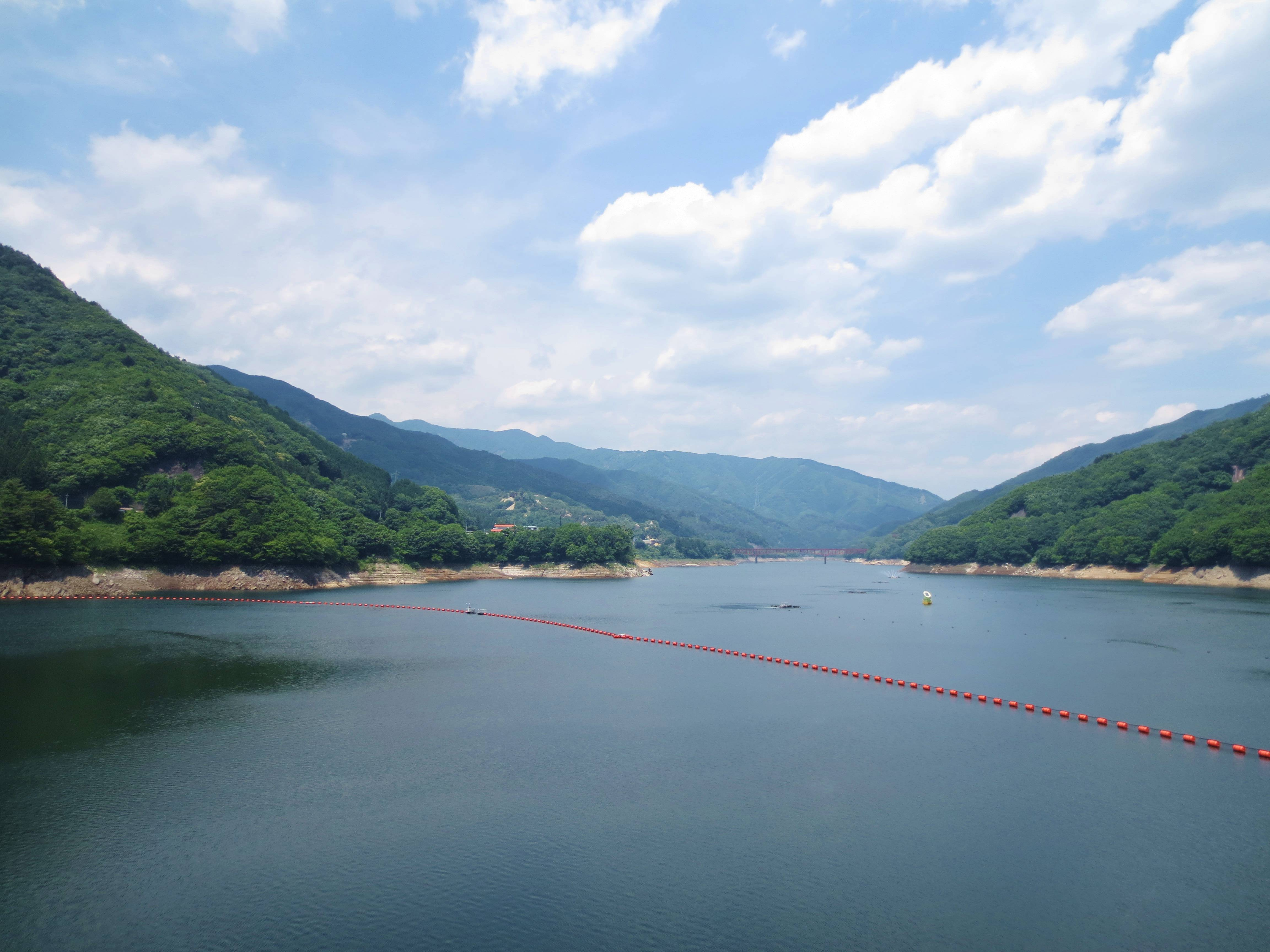
草木湖

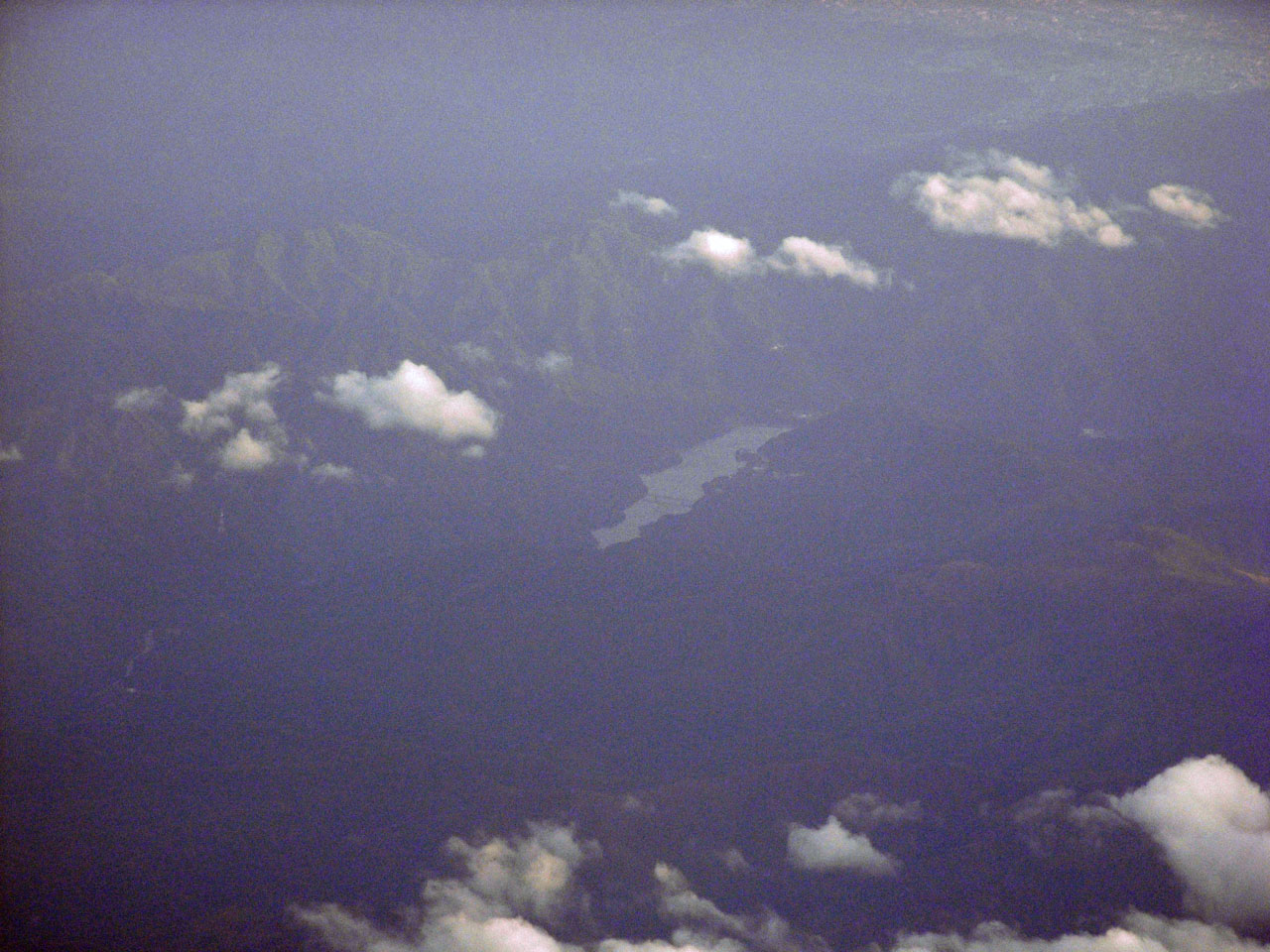
草木湖空撮

### 周辺の観光

#### 富弘美術館
湖畔にはみどり市立富弘美術館（1991年開館、2005年に新館開館と同時に道の駅として登録）があり、地元出身の画家で詩人でもある星野富弘の絵画が展示されている。体育教師であった星野は部活指導中の事故で頸髄を損傷し首から下が不随になった。闘病中より口に絵筆をくわえながら「花の詩画」を描くようになり、そうした詩画作品は多くの人に感動を与え、徐々に有名となった。現在は観光バスが軒を連ねて多くの観光客が訪れ、2010年（平成22年）には開館以来の来場者が600万人を突破する、群馬県東部を代表する観光地となった。

#### 足尾銅山跡
上流には足尾銅山跡があり、日本のグランドキャニオンとも呼ばれる松木渓谷がある。渓谷への立ち入りは禁止（道路の舗装区間終了地点である銅親水公園駐車場より先は2002年に新設された無線式電動ゲートもある）されているので足尾砂防ダムから望む事になる。また足尾砂防ダムは近年整備され銅親水公園となり（渡良瀬川河川事務所ホーム > 砂防事業 > 足尾砂防えん堤（国土交通省、2019-06-20））、小学生が遠足に訪れている。

#### 日光へのルート
足尾より日足トンネルを越えると世界遺産・日光に出る。下流には「関東の耶馬渓」とも呼ばれる高津戸峡や藪塚温泉があり、足尾から高津戸峡に至る渡良瀬川上流部は紅葉の名所となっている。このため桐生市から草木湖畔を通り日光市へと至る国道122号は、群馬県でも有数の観光道路ともなっている。
また、みどり市東町地区では、2025年までに町域全体で1万本のハナモモの木を植える取り組みを行っており、毎年4月に神戸駅を初めとする町内各所で「花桃祭り」が行われている。

### アクセス
草木ダムへは東北自動車道・佐野藤岡ICから国道50号経由で国道122号を足尾・日光方面へ直進するか、北関東自動車道・太田薮塚インターチェンジより群馬県道315号大原境三ツ木線、群馬県道69号大間々世良田線経由で国道122号を北上すると到着する。桐生市内からは約20 kmである。日光方面からは日光宇都宮道路を終点の清滝ICまで向かい、その後同じく国道122号を日足トンネル経由で桐生・足尾方面へ向かう。公共交通機関では東武鉄道・東武桐生線相老駅またはJR東日本両毛線桐生駅でわたらせ渓谷鐵道に乗り換え、神戸駅で下車する。神戸駅下車後は路線バス利用、または徒歩20分程度の行程である。

## 主な出来事
- 1966年秋、建設直前の水没予定地に暴力団が小屋を作り、50人ほどが泊まり込みを行った。ダムの建設が決まった後に現地へ入り込んだたため、立ち退き補償料の支払い対象には当たらなかったが、地元の農家や工事労働者らが、賭博に誘われて散財する例が見られた[2]。